# Campionatul RSS Moldovenești la fotbal
Campionatul Republicii Sovietice Socialiste Moldovenești (RSSM) a fost turneul de fotbal care a determinat anual (între anii 1945 și până în 1991) cele mai puternice echipe de fotbal amator din RSS Moldovenească. În sistemul ligilor de fotbal sovietic, acesta avea statutul de competiție între echipele de cultură fizică.

## Campioni
Echipele campioane după an:
| - 1945 Dinamo (Chișinău) - 1946 Dinamo (Chișinău) - 1947 Dinamo (Chișinău) - 1948 Dinamo (Chișinău) - 1949 Burevestnik (Tighina) - 1950 Steagul roșu (Chișinău) - 1951 Steagul roșu (Chișinău) - 1952 Dinamo (Chișinău) - 1953 Dinamo (Chișinău) - 1954 KSHI (Chișinău) | - 1955 Burevestnik (Tighina) - 1956 Spartak (Tiraspol) - 1957 KSHI (Chișinău) - 1958 Moldavkabel (Tighina) - 1959 NIISVIV (Chișinău) - 1960 Tiraspol (Tiraspol) - 1961 KSHI (Chișinău) - 1962 Universitatea (Chișinău) - 1963 Temp (Tiraspol) - 1964 Temp (Tiraspol) | - 1965 Energia (Tiraspol) - 1966 Stroiindustria (Bălți) - 1967 Nistrul (Tighina) - 1968 Temp (Tiraspol) - 1969 Politehnica (Chișinău) - 1970 Politehnica (Chișinău) - 1971 Pișcevik (Tighina) - 1972 Colhozul „Lenin” (Edineț) - 1973 Pișcevik (Tighina) - 1974 Dinamo (Chișinău) | - 1975 Dinamo (Chișinău) - 1976 Stroitel (Tiraspol) - 1977 Stroitel (Tiraspol) - 1978 Dnestr (Cioburciu) - 1979 Dnestr (Cioburciu) - 1980 Dnestr (Cioburciu) - 1981 Grănicerul (Glodeni) - 1982 Grănicerul (Glodeni) - 1983 Grănicerul (Glodeni) - 1984 Grănicerul (Glodeni) | - 1985 Iskra (Rîbnița) - 1986 Avangard (Lazovsk) - 1987 Tekstilșcik (Tiraspol) - 1988 Tighina (Tighina) - 1989 Tekstilșcik (Tiraspol) - 1990 Moldavhidromaș (Chișinău) - 1991 Speranța (Nisporeni) |